# Mistrzostwa Polski w piłce siatkowej kobiet (1948)
Mistrzostwa Polski w piłce siatkowej kobiet 1948 – 13. edycja rozgrywek o mistrzostwo Polski w piłce siatkowej kobiet. Rozgrywki miały formę turnieju rozgrywanego w Krakowie.

## Klasyfikacja końcowa
| Miejsce | Drużyna          |
| ------- | ---------------- |
| 1.      | AZS Warszawa     |
| 2.      | HKS Łódź         |
| 3.      | SKS Warszawa     |
| 4.      | Beskid Andrychów |